# Tim Harden
Tim Harden, född den 27 januari 1974, är en amerikansk före detta friidrottare som tävlade i kortdistanslöpning.
Harden ingick tillsammans med Jon Drummond, Mike Marsh och Dennis Mitchell i det amerikanska stafettlag på 4 x 100 meter som blev silvermedaljör vid olympiska sommarspelen 1996 efter Kanada.
Vid inomhus-VM 1999 blev Harden silvermedaljör på 60 meter efter landsammen Maurice Greene på tiden 6,43. Han deltog även vid utomhus-VM 1999 då han slutade femma på 100 meter på tiden 10,02.
Hans sista stora mästerskap blev inomhus-VM 2001 då han blev världsmästare på 60 meter på tiden 6,44.

## Personliga rekord

### Utomhus
- 100 meter – 9,92 (från 5 juli 1999) [1]
- 200 meter – 20,54 (från 15 maj 1994) [1]

### Inomhus
- 60 meter – 6,43 (från 7 mars 1999) [1]
- 50 meter – 5,64 (från 16 februari 2000) [1]
- 55 meter – 6,15 (från 31 januari 1998) [1]

## Resultatutveckling
| Årtal | 100 meter | 60 meter | Ref   |
| ----- | --------- | -------- | ----- |
| 2004  | 10,22     | 6,60     | [ 1 ] |
| 2003  | 10,29     | 6,57     | [ 1 ] |
| 2002  | 10,38     | 6,64     | [ 1 ] |
| 2001  | 10,14     | 6,44     | [ 1 ] |
| 2000  | 10,20     | 6,48     | [ 1 ] |
| 1999  | 9,92      | 6,43     | [ 1 ] |
| 1998  | 10,03     | 6,46     | [ 1 ] |
| 1997  | 10,26     |          | [ 1 ] |
| 1996  | 10,02     |          | [ 1 ] |
| 1995  | 10,05     |          | [ 1 ] |
| 1994  | 10,14     |          | [ 1 ] |
| 1993  | 10,32     |          | [ 1 ] |